# Room Of King
《Room Of King》은 2008년 10월 4일 ~ 2008년 11월 29일까지 후지TV에서 방송된 드라마. 시간은 매주 토요일 밤 11시 10분 ~ 11시 55분까지, 총 9회. 주연은 미즈시마 히로, 스즈키 안. 평균 시청률 7.2%, 최고 시청률 10.4%를 기록하였다.

## 개요
모리 지로(미즈시마 히로)와 아사다 아사코(스즈키 안)는 각각 부동산 소개소 이쥬인의 파격적인 월세 제안에 이끌려 아오야마의 고급 맨션 KING의 룸 셰어하면서 살기 시작한다. KING의 9명의 입주자들은 외모, 성격, 직업, 전부 다르고 개성도 각자 다르다.
선택된 이유도 목적도 모르는 이 9명의 입주자 가운데, 가장 성공 할 것 같은 사람=승리자(King), 룸의 왕(Room of King)을 결정한다.
과연 이 룸 오브 킹이 되는 건 누구일까…….

## 캐스팅

### KING 입주자
모리 지로：미즈시마 히로
낮에는 꽃가게 ‘nemus florist’, 밤에는 바(Bar)에서 아르바이트를 하고 있는 프리타. 통칭 모지리. 꽃가레 아르바이트 하기 전에는 편의점에서 일하고 있었다. 엄마는 취직하기를 바라지만, 본인은 프리타에 만족. 케첩, 네리모노를 좋아한다.
아사다 아사코：스즈키 안
아오야마의 은행에 근무하고 있는 OL(아빠는 같은 은행 큐슈 지점장). 통칭 아사짱. 밝은 성격이지만, 유행에 뒤떨어지는 말투 등으로 인기 없다. 우연찮은 기회로 OL에서 아이돌로 변신.
마지마 요헤이：와타베 아츠로
샐러리맨으로부터 스타일리스트에 전업한 채식주의자. 통칭 마지마쿠스.
히비키 쿄코：이가와 하루카
롯본기 히비키 산부인과 의사이며 원장. 출산보다는 임신중절수술과 치료에 매진. 고용하고 있는 간호사는 전원 꽃미남. 감추고 싶은 과거가 있다.
손 켄이치：이타오 이츠지
요리사. 독창적인 일본풍 음식점을 경영하고, 승마를 하면서 메뉴를 개발. 브랜드 샵 《PRAHA》의 강도범에게, 확성기로 노래를 불러주며, 자수를 설득한 장본인.
후지시로 카즈에：이시노 마코
남편과 초등학교 6학년 아이를 집에 남겨두고, KING에 입주한 주부. 착하고 상냥한 성격. 나베 요리가 특기. 4화에서는 김치나베를 만든다.
타나카 쇼이치：후카자와 아츠시
IT관계의 일을 하고 있다.모리타 등 새로 온 입주자들이 살기 전부터 KING에 입주하고 있었만, 자신의 방에 틀어박혀 일만 하는 것 하였다. 오타쿠 친구 많음. 좋아하는 것은 바나나.
호소노 하루오미：히라야마 히로유키
영화 회사‘몰타 필름’의 프로듀서. 매니아 영화 작품만 배급.
타카쿠사키 소라：오오쿠라 코지
전 샐러리맨의 니트. 방안에 틀어 박혀 초목으로 재배한 염료로 그림을 그린다.

### 부동산 소개자
아오야마에게 있는 부동산 소개소 《미나미 아오야마 부동산 (영업 시간 21:00 ~ 24:00)》. 날짜와 손님에 따라, 소개자가 다르다.
이쥬인 타케：사이키 시게루
- 스카우트 ：쿄코

이쥬인 우메：가슈인 타츠야
- 스카우트 ：마지마

이쥬인 마츠：믹키 커티스
- 스카우트 ：모리지, 아사코, 손

### KING 거주자 근무처
시노하라：키리시마 레이카
모리지가 아르바이트 하고 있는 꽃집의 점장.
사나다：나카무라 카오리
모리지가 아르바이트 하고 있는 꽃집의 점원.
마스터：무로 츠요시
모리지가 아르바이트 하고 있는 바의 마스터
히지카타 마리아：아키모토 나오미
지로가 아르바이트 하고 있는 바의 손님.
리버：우치다 시게
마지마의 어시스던트. 제5화에서 어시스턴트를 그만 둔다.
이시이 키요미：안도 사쿠라, 스즈키 카즈코：코바야시 키나코
아사코의 친구, 은행원.
시바타：이부키 고로
아사코를 스카우트 한 예능 프로덕션 《오피스·위시》의 거물 매니저.
손의 여자친구：코바야시 아이
소극단의 여배우. 손의 가게에서 일을 돕고 있다.
간호사：키미자와 유키, 요시다 토모카즈, 토요나가 토시유키, 토요미치 아이, 미키야, 토미모리 저스틴, 이야모토 나오키, 사사키 아키라, 호리에 타카시태
히비키의 병원에서 일하는 꽃미남 간호사.

## 스태프
- 각본： 오오미야 에리
- 연출： 오오미야 에리, 오오키 아야코, 히라노 마코토, 호사오 지
- 프로듀서： 나카지마 쿠미코
- 타이틀 제작：코가 케이타
- 제작·저작권：후지 TV

## 관련 음반

### 주제곡
- キマグレン / 愛 NEED (레이블 : less than zero)

### Original Sound Tracks
1. 愛 NEED （A.Sax ver.）
2. Theme of Room of King
3. 約束の丘 （A.G.ver.）
4. 訳アリ物件
5. ハナレテワカルコト （Steel Pan ver.）
6. 敷金礼金0
7. 愛 NEED （Strings ver.）
8. 小粋なやつら
9. P.S. （S.Sax ver.）
10. 葉巻とブルース
11. リセットボタン （Techno edit）
12. この部屋、憑いてます
13. あえないウタ （Piano ver.）
14. 陽あたり良好
15. 愛 NEED （A.G.ver.）
16. 響～脚線美～
17. ダメ男 （Dame Dame ver.）
18. 一件落着!
19. 愛 NEED （Piano ver.）

## 부제·시청률
| 제1화                                                             | 2008년 10월 4일  | 남자와 여자 9명이 동거!? 수수께끼의 게임 KING이 지금 시작된다. | 히비키 쿄코 마지마 요헤이 | 오오미야 에리 | 10.4% |
| 제2화                                                             | 2008년 10월 11일 | 핀치는 찬스!? 거물 어시스턴트가 등장!!                         | 모리 지로                 | 오오미야 에리 | 7.1%  |
| 제3화                                                             | 2008년 10월 18일 | 꾸짖기를 바라는 여자와 남자!? 모리지, 파리에서 찬스가 오다!    | 아사다 아사코             | 오오키 아야코 | 8.2%  |
| 제4화                                                             | 2008년 10월 25일 | 운명의 붉은 실과 새로운 입주자 등장! 모리지, 파리에서 대성공!? | 손 켄이치                 | 오오키 아야코 | 5.0%  |
| 제5화                                                             | 2008년 11월 1일  | 달 밤의 고백과 아이돌 탄생! KING에서 싹튼 우정                 | 히비키 쿄코               | 히라노 마코토 | 6.1%  |
| 제6화                                                             | 2008년 11월 8일  | 금단의 규칙 발표!! 아홉 번째 입주자와 부동산의 수수께끼는      | 이쥬인 마츠·타케·우메     | 호사오 지     | 6.3%  |
| 제7화                                                             | 2008년 11월 15일 | 동거가 붕괴할 때! 거주자들의 과거와 비밀이 밝혀진다            | －                        | 오오키 아야코 | 8.1%  |
| 제8화                                                             | 2008년 11월 22일 | 급전개!? KING에 가까운 주인과 일발역전 라이브!                 | －                        | 히라노 마코토 | 6.6%  |
| 제9화 (최종회)                                                    | 2008년 11월 29일 | KING 발표와 주인의 반란!? 멋진 친구들의 행방                   | －                        | 오오키 아야코 | 7.2%  |
| 평균 시청률 7.2% (시청률은 관동지방 기준, 비디오 리서치에서 조사) |                  |                                                                |                           |               |       |